# Reserva Hídrica Natural Parque La Quebrada
La Reserva Hídrica Natural Parque La Quebrada está ubicada en el departamento Colón de la provincia de Córdoba (Argentina), en las cercanías de la localidad de Río Ceballos, aproximadamente a 40 kilómetros de la ciudad de Córdoba. 

## Ubicación
Se extiende desde la zona del dique La Quebrada en su lado Este e incluye toda su cuenca hídrica, limitando al norte con la ruta E57 (camino del Cuadrado), con el límite departamental al Oeste y con la reserva natural Los Quebrachitos al Sur.
La extensión de la reserva es de unas 4.200 hectáreas, la mayoría de las cuales corresponden a campos de propiedad privada, a excepción de la zona del lago y perilago, que son tierras públicas y se desarrolla entre los 800 y 1500 metros de altura.

## Flora y fauna
La combinación de la humedad generada por el lago, las variaciones de altura y la variación anual de temperaturas producen una estratificación vegetal que abarca tres tipos de vegetación: bosque de laderas, arbustivo serrano y pastizal de altura.
Puede encontrarse una gran variedad de especies autóctonas como tala (Celtis ehrenbergiana), piquillín (Condalia microphylla), molle (Schinus molle), coco (Zanthoxylum coco), algarrobo y romerillo, así como especies exóticas que invaden el bosque serrano, como acacia, siempreverde o grateus. La fauna que habita la reserva también es variada, encontrándose el zorro gris, zorrinos, corzuelas, hurones, vizcachas, cuices y gato montés, así como jotes, águilas escudadas, horneros, zorzales, cachalotes y otras variedades de aves. Entre los reptiles hay variedades de culebras y yarará chica, y ranas verdes y sapitos de colores como representantes de los anfibios. El lago alberga mojarras cola roja y pejerreyes.

## Creación y objetivos
La reserva fue creada en 1987 por iniciativa del gobierno de Córdoba y tiene por objetivos:
- Asegurar la provisión de agua al embalse en cantidad y calidad adecuada compatibilizando las actividades de uso del suelo con el funcionamiento óptimo del ciclo hidrológico de toda cuenca.
- Prevenir la contaminación del recurso hídrico, tanto en la cuenca como en el embalse.
- Controlar la erosión y sedimentación en toda la reserva.
- Ordenar y regular el uso recreativo y turístico del espejo de agua y el perilago, conservando o aumentando la calidad del paisaje natural.
- Facilitar las actividades de conservación, educación, investigación, y monitoría sobre el ambiente y sus recursos en la Reserva.

## Recursos hídricos
En la cuenca del lago pueden encontrarse varios ríos y arroyos de distinto caudal, como Los Guindos, Los Hornillos y Colanchanga. Existen numerosos senderos y circuitos para disfrutar realizando caminatas sin muchas exigencias. Podemos recorrer los cauces de los ríos que desembocan en el lago, como Los Guindos, Los Hornillos y Colanchanga y las cascadas que se crean a su paso, como la cascada de Los Hornillos, de Los Guindos y de Los Cóndores.